# モーメント/最初から今まで
『モーメント/最初から今まで』（モーメント はじめからいままで）は、Ryuのデビューシングル。

## 概要
- 『最初から今まで』は、韓国・KBS制作ドラマで、日本ではNHKや民放で放送された『冬のソナタ』の主題歌。
- Ryuは『最初から今まで』で2004年のNHK『第55回NHK紅白歌合戦』に出場、紅白初出場を果たす。また、同曲は翌2005年の『第56回NHK紅白歌合戦』の出場者選考の参考アンケートとしてNHKが実施した『スキウタ〜紅白みんなでアンケート〜』に白組36位でランクイン（この年の紅白には出場ならず）。
- 日本ではペ・ヨンジュンに関するネタが出ると必ずといっていいほどこの曲が使用されていた。

## 収録曲
1. 最初から今まで (Original)
2. Moment (Original)
3. 最初から今まで (Japanese ver)
4. Moment (Japanese ver)

## 著作権問題
- 『最初から今まで』を含め韓国の曲約1200曲をカラオケ用に無断使用していたとして管理会社である「アジア著作協会」が通信カラオケ大手「第一興商」に損害賠償を求める訴えを東京地方裁判所に訴訟している。地裁は2010年2月に一部の請求を認めたもののこの曲を含んだ大半については請求を退けた。これにより著作権問題が難航していることもあり、カラオケメーカーはカバーを含めこの曲の配信を中止している。